# Шевченко (Чернігівський район)
Шевче́нко — колишній населений пункт, хутір Чернігівського району Запорізької області.

## Географія
Хутір Шевченко виник у верхів'ях одного з витоків р. Нельгівка, притоки р. Юшанли. Був розташований за 1,5 км від німецької колонії Паства та за 3,5 км на північ від залізничної станції Нельгівка. 

## Назва
Назву хутір отримав на честь Тараса Шевченка. 

## Історія
Хутір почав заселятися 1921 року переселенцями з Чернігівки. Було збудовано одну вулицю, що пролягала зі сходу на захід, і на якій було 24 будинки. Кожний господар отримав по 2 десятини землі. 
Було посаджено багато фруктових дерев, плоди яких продавались на ринках Бердянська, куди люди добирались залізницею. 
У 1930 році в період колективізації в селі розкуркулили І. Гладкого, в якого був будинок із червоної цегли, та І. Пірка, який тримав голубів. 
Після колективізації на хуторі була створена бригада колгоспу «Червона поляна» села Могиляни. Діти з Шевченкового ходили до школи або до Могилян або до Салтичії. 
Брак достатньої кількості води, відсутність школи та інших соціальних об'єктів стали причиною до переселення жителів з хутора до інших поселень, головно до Чернігівки та Могилян. Останні жителі переселилися до села Паства 1939 року.